# 村杉明彦
村杉 明彦（むらすぎ あきひこ、10月21日 - ）は、日本の男性声優。青森県出身。シグマ・セブン所属。

## 人物
テレビ番組やラジオ番組のナレーションでの出演が多い。サンプルボイスでは軽快な語りから渋い語りまで様々なナレーションを聴くことが可能。
所持資格は普通自動車免許。
趣味はプラモデル作り、ギター、テニス、釣り。特技は好きなアーティストのイントロを5秒聞いただけで当てること、ギター。
2024年7月1日よりシグマ・セブンeからシグマ・セブンに所属変更。

## 出演

### テレビアニメ
- ようこそ実力至上主義の教室へ（2017年、近藤玲音[3]）
- バキ（2018年、僧）
- 名探偵コナン（2019年、店員）
- ドラえもん（テレビ朝日版第2期）（2019年 - 2023年、貴族、おじさん、高校生B）

### テレビドラマ
- レッドブルー（2024年、ナレーション）

### デジタルコミック
- 神さまの言うとおり（前田小太郎）
- キリノセカイ
- サラリーマン金太郎
- Beeマンガ 闇金ウシジマくん （加納）

### ドラマCD
- ギリギリアウト!?的ダミーダミーヘッドCD（男子生徒）

### BLCD
- オナニーお手伝いボイス 〜乙女専用〜（挑発系ボイス）
- 国民的スターに恋してしまいました（日暮）
- ショートケーキの苺にはさわらないで（斎藤、配達員）
- 同人で感じて（男性スタッフ1）
- 媚薬をビンごと入れてやる

### テレビ番組
- お笑いトレンディ夜会2
- Jのミリョク
- スカサカ!ライブ
- 美少女遊戯ユニット クレーンゲールGalaxy（MC）
- FIGHTING TV サムライ
  - 全日本プロレス
  - 別冊!バトル☆メン
- ワラッチャオ!（ハルマゲ丼、語り）

### ボイスオーバー
- スーパーJチャンネル

### ラジオ
- 快適生活ラジオショッピング（進行役）
- JUNKサタデー エレ片のコント太郎